# Carolina Klüft
Carolina Evelyn Klüft (Sandhult, 2. veljače 1982.), švedska atletičarka, olimpijska, svjetska i europska prvakinja, glavna disciplina joj je sedmoboj.
Carolina Klüft rođena je u švedskome selu Sandhult u pokrajini Västergötland, a odrasla u gradu Växjö u južnoj Švedskoj, s ocem, majkom i tri sestre. Trenutno živi u gradu Karlskrona sa suprugom Patrikom Klüftom koji je skakač u vis.

## Natjecanja
Najveći uspjeh Carolina je postigla na Olimpijskim igrama u Ateni 2004. godine kada je u sedmoboju osvojila zlato s postignutih 6.952 boda
Trostruka je svjetska prvakinja iz Pariza 2003., Helsinkija 2005. i Osake 2007. Na svjetskome dvoranskome prvenstvu u Birminghamu 2003. godine osvojila je zlato u petoboju, u Budimpešti 2004. godine u skoku u dalj osvojila je broncu
Dvostruka je europska prvakinja na otvorenom i u dvorani: na otvorenome Minchena 2002. i Göteborga 2006., u dvorani Madrid 2005. i
Birmingham 2007. godine. 
Na olimpijskim igrama u Pekingu 2008. godine nije se natjecala u sedmoboju. 
Propustila je svjetsko prvenstvo u Berlinu 2009. godine kao i ostatak sezone nakon ozljede jedne tetiva koju je ozljedila u srpnju u Švedskoj. Imala je operaciju sredinom srpnja, nakon koje je potrebno oko šest mjeseci rehabilitacije

### Osobni rekordi
| Disciplina             | Dvorana      | Otvoreno                       |
| ---------------------- | ------------ | ------------------------------ |
| 4 x 100 metara         |              | 43,61 s (NR)                   |
| 4 x 400 metara         |              | 3:31.28 min                    |
| 60 metara              | 7,40 s       |                                |
| 60 metara s preponama  | 8,19 s       |                                |
| 100 metara             |              | 11,48 s                        |
| 100 metara s preponama |              | 13,15 s                        |
| 200 metara             | 24,12 s      | 22.98 s                        |
| 400 metara             | 52,98 s      | 53.17 s                        |
| 800 metara             | 2:13:04 min  | 2:08.89 min                    |
| sedmoboj               |              | 7.032 bodova (Europski rekord) |
| skok u vis             | 1,93 m       | 1,95 m                         |
| bacanje koplja         |              | 50,96 m                        |
| skok u dalj            | 6,92 m (NR)  | 6.97 m                         |
| petoboj                | 4.948 p (NR) |                                |
| bacanje kugle          | 14,48 m      | 15.05 m                        |
| troskok                |              | 14,29 m (NR)                   |

- (NR) nacionalni rekord Švedske

## Vanjske poveznice
- Iaaf-ov profila Caroline Klüft  Arhivirana inačica izvorne stranice od 20. listopada 2009. (Wayback Machine)
- Blog Carolina Klüft  Arhivirana inačica izvorne stranice od 31. svibnja 2007. (Wayback Machine)
- Carolina Kluft Fanspace[neaktivna poveznica]